# Hover Sogn (Ringkøbing-Skjern Kommune)
 Denne artikel omhandler Hover Sogn (Ringkøbing-Skjern Kommune). Der er også andre sogne med dette navn, se Hover Sogn.
Hover Sogn er et sogn i Ringkøbing Provsti (Ribe Stift).
I 1800-tallet var Hover Sogn anneks til Torsted Sogn. Begge sogne hørte til Hind Herred i Ringkøbing Amt. Trods annekteringen var de hver sin sognekommune. Ved kommunalreformen i 1970 blev både Torsted og Hover indlemmet i Ringkøbing Kommune, der ved strukturreformen i 2007 indgik i Ringkøbing-Skjern Kommune.
I Hover Sogn findes Hover Kirke.
I sognet findes følgende autoriserede stednavne:
- Hestbæk (bebyggelse)
- Hjelm Plantage (areal)
- Hover Gårde (bebyggelse)
- Hoverdal Plantage (areal)
- Kirkegårde (bebyggelse)
- Muldbjerg (bebyggelse, ejerlav)
- Nørkær (bebyggelse)
- Parcelgårde (bebyggelse)
- Tarp (bebyggelse)
- Tovstrup (bebyggelse)
- Vastrup (bebyggelse)